# Tipula repentina
Tipula repentina är en tvåvingeart som beskrevs av Mannheims 1952. Tipula repentina ingår i släktet Tipula och familjen storharkrankar.
Artens utbredningsområde är Marocko. Inga underarter finns listade i Catalogue of Life.